# إجمالي الوزن المعروف
إجمالي الوزن المعروف (بالإنجليزية: Total known weight، اختصارًا TKW)، أو الكتلة الإجمالية المعروفة أيضًا، هو مصطلح يستخدم بشكل رئيسي من قبل التجار ومجمعي النيازك للإشارة إلى الوزن المشترك لجميع القطع المعروفة من نيزك واحد مسمى. الكتلة الإجمالية المعروفة للنيازك المسماة هي جزء من كتلة النيزك الأصلي الذي دخل الغلاف الجوي للأرض (يسمى أيضًا كتلة ما بعد الغلاف الجوي).

## الكتلة والوزن الإجمالي المعروف
النيازك التي تنتج النيازك المُستصئلة تفقد كتلتها لإنها تمر عبر الغلاف الجوي. وبالتالي، فإن الكتلة الإجمالية للنيزك الساقط في الأرض ستكون دائمًا أقل من كتلة النيزك الأصلي (إهمال كتلة أي أكسجين أرضي يضاف إلى النيازك أثناء تكوين قشرة الانصهار). وبالتالي فإن الحد الأعلى «للكتلة الإجمالية المعروفة» للنيازك هو كتلة سقوط النيزك.
يمكن لعدة عوامل أن تجعل «الكتلة الإجمالية المعروفة» للنيازك أقل من كتلة السقوط. غالبًا ما يحدث سقوط النيزك كزخات من الحجارة (انظر المقالة الرئيسية)، يتم إنتاجها عندما تنتشر شظايا النيزك الأم. فقط في الحالات التي يتم فيها استعادة 100٪ من أي شظايا من هذا القبيل، يمكن أن تكون «الكتلة الإجمالية المعروفة» هي نفس كتلة السقوط.

## استعمال
الوزن الإجمالي المعروف هو عامل رئيسي في التسعير، خاصة مع أنواع النيازك النادرة.